# 大连湾街道
大连湾街道，是中华人民共和国辽宁省大連市甘井子區下辖的一个乡镇级行政单位。

## 行政区划
大连湾街道下辖以下地区：
化工新村社区、港建社区、东电社区、元宝山第一社区、元宝山第二社区、北山社区、子校家属社区、大房身村、大连湾村、李家村、宋家村、前关村、后关村、后盐村、前盐村、拉树房村、土城子村、毛茔子村、苏家村、湾浦村和棉花岛村。